# Jinshui He
Jinshui He (kinesiska: 金水河) är ett vattendrag i Kina. Det ligger i den autonoma regionen Xinjiang, i den nordvästra delen av landet, omkring 760 kilometer söder om regionhuvudstaden Ürümqi.
Genomsnittlig årsnederbörd är 201 millimeter. Den regnigaste månaden är juni, med i genomsnitt 60 mm nederbörd, och den torraste är november, med 1 mm nederbörd.